# APFSDS

Un APFSDS.

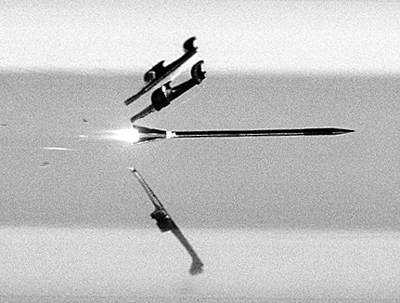

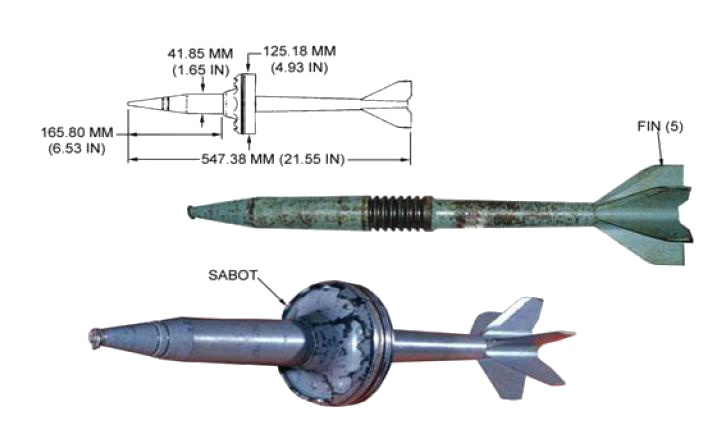
BM 15 (125mm).

APFSDS este o abreviere din engleză, armour-piercing fin-stabilised discarding sabot, care înseamnă: proiectil perforant subcalibru, stabilizat cu aripioare, cu manșon detașabil.
Terminologia tehnică pentru a defini perforatoarele cinetice de blindaje ( A vedea KE ) care derivează din originalul AP (Armour Piercing sau Perforator de Blindaj).
Acest tip de muniție subcalibrată (de mai mic calibru decât arma care o trage), fabricată din aliaje dure, folosesc greutatea lor și viteza supersonică pentru a perfora blindaje.
Tunurile de mare calibru proiectate pentru a lupta împotriva tancurilor folosesc proiectile KEE, care sunt efective împotriva obiectivelor puternic blindate. Dar sunt puțin efective împotriva obiectivelor puțin blindate, doar le traversează complet fără să le transmită energia lor cinetică destructivă. Din același motiv nu sunt indicate contra edificii, buncăre sau alte structuri.
Sunt de mai multe feluri, majoritatea au un trasor în partea posterioară pentru cel care îl trage să poată urmări traiectoria balistică și să poată evalua precizia. APFSDA-T (Tracer), APFSDS-TP (Target Practice, proiectil de antrenament) are o traiectorie balistică similară cu cel de luptă dar este mult mai ieftin și se pot antrena echipele.
Nu există un blindaj cu o înaltă protecție împotriva proiectilului APFSDS. Se bănuiește că grosimea tancului Abrams poate suporta un astfel de impact, pentru că materialul proiectilului este din uraniu sărăcit (DU - depleted uranium) sau din Wolfram, ambele de înaltă densitate. În momentul de față se cercetează sistemul DARM-2 proiectat pentru a proteja contra acestui tip de muniție. DARM-2 este evoluția sistemului DARM care protejează contra muniției cu încărcătură goală (HEAT).